# Avro 504
L'Avro 504 va ser un biplà de la Primera Guerra Mundial fabricat per Avro i sota llicència per altres.

## Història
El 504 era un desenvolupament directe del Avro Type E i va volar per primer cop el 18 de setembre de 1913 a Brooklands, amb un motor de 60 kW Gnome Monosoupape.
Abans de la Primera Guerra Mundial la Royal Flying Corps (RFC) i el Royal Naval Air Service (RNAS) van encarregar 504, i els van dur a França un cop la guerra va començar. Un dels avions de l'RFC va ser el primer avió britànic abatut pels alemanys, el 22 d'agost de 1914. Aviat va quedar obsolet com a avió de primera línia, i va servir com a Avió d'entrenament tot i que també es va utilitzar com a bombarder, caça i avió de reconeixement. Se'n van construir milers durant la guerra, sent els tipus més comuns el 504J i el 504K. A finals del 1918 s'havien produït 8.340 Avro 504.
La producció durant la guerra va ser de 8.970 i va continuar durant gairebé 20 anys fent-lo l'avió més produït que va servir a la Primera Guerra Mundial. Posteriorment el 504 va ser substituït progressivament pel Avro Tutor.
Un cop acabada la Primera Guerra Mundial, alguns dels pilots retirats es guanyaven la vida fent exhibicions aèries i oferint viatges de prova a fires. Un derivat del model 504K era el preferit a Anglaterra per els nous pilots d'exhibició, ja que, per tan sols 20 lliures, es podien trobar entre els excedents militars.

## Variants
- 504: Model original
- 504A: Amb alerons més petits
- 504B, caça biplaça

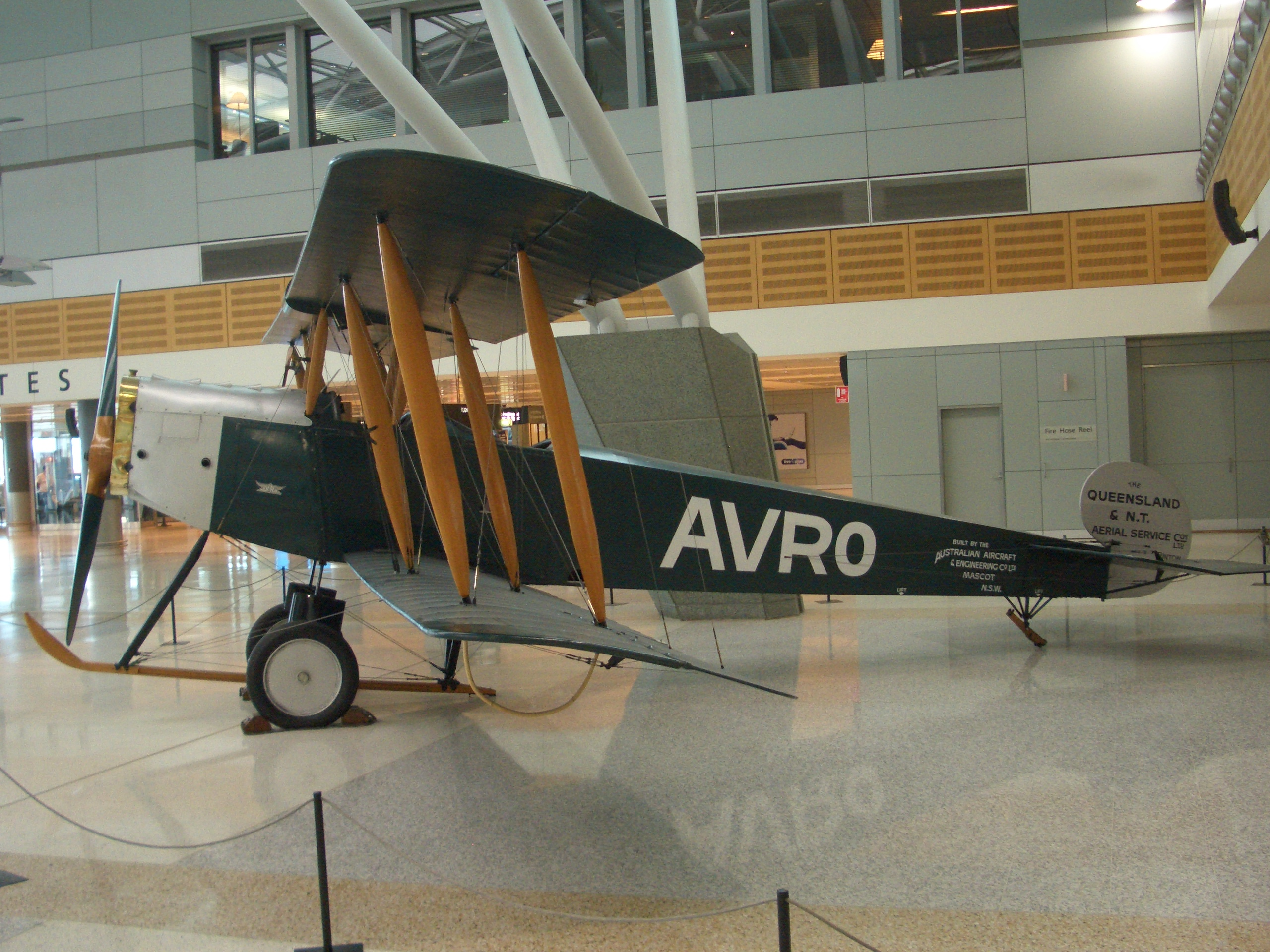
Rèplica de l'Avro 504K a l'aeroport de Sydney.

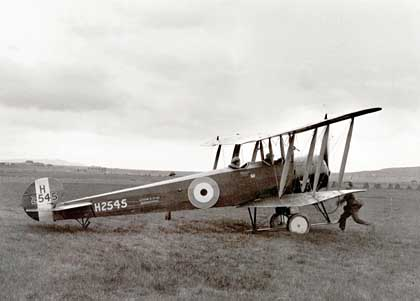
Aquest Avro 504K va ser el primer avió a Islàndia, dut el 1919.

- 504C, caça monoplaça per intercepció aèria amb motor Gnome de 80 h.p. de set cilindres.[5]
- 504D
- 504E
- 504F, motoritzat amb un motor Rolls-Royce Hawk de 75 h.p.[5]
- 504G
- 504H
- 504J
- 504K: Model d'entrenament de la RAF.
- 504K Mk.II
- 504L
- 504M
- 504N: Model de producció en temps de pau. Era un 504K amb el tren d'aterratge i el motor modificat.
- 504O
- 504P
- 504Q
- 504R Gosport
- 504S
- Yokosuka K2Y1
- Yokosuka K2Y2
- U-1 (Uchebnyi - 1) Avrushka
- MU-1 (Morskoy Uchebnyi - 1)

## Especificacions (Avro 504K)
Dades de  The Encyclopedia of World Aircraft

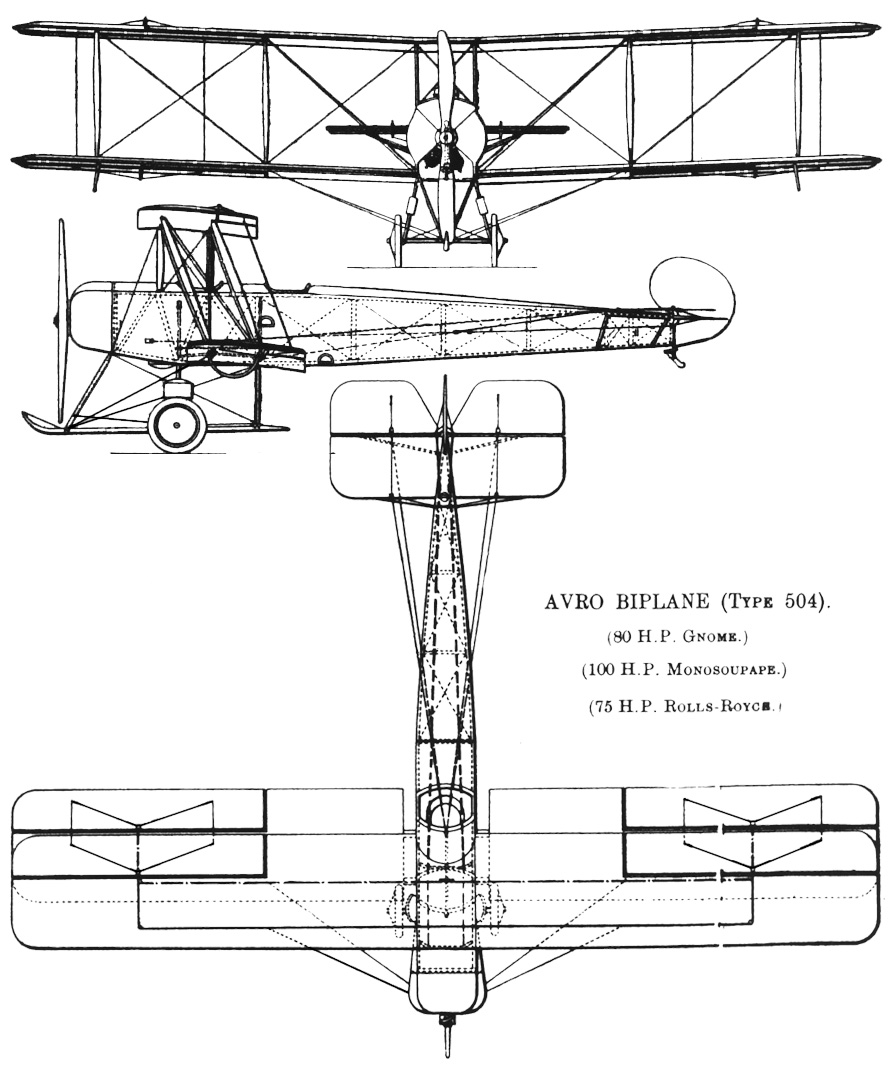
Avro 504K

### Característiques generals
- Tripulació: 2
- Longitud: 8,97 m
- Envergadura: 10,97 m
- Alçada: 3,17 m
- Superfície de les ales: 30,7 m²
- Pes buit: 558 kg
- Pes màxim d'enlairament: 830 kg
- Motors: 1× Le Rhône Rotary, 82 kW

### Rendiment
- Velocitat màxima: 145 km/h
- Velocitat de creuer: 126 km/h
- Abast: 402 km
- Sostre: 4.875 m
- Rati de pujada: 3,6 m/s
- Càrrega alar: 18,2 kg/m²
- Potència/massa: 0,099 kW/kg